# Yorick
Yorick ist ein männlicher Vorname.

## Herkunft und Bedeutung
→ Hauptartikel: Georg
Beim Namen Yorick handelt es sich um eine englische Variante des Namens Jørg.
William Shakespeare nutzte den Namen in seiner Tragödie Hamlet. Es wurde angenommen, dass er sich mit Yorick auf den berühmten Clown Richard Tarleton bezogen hat.

## Verbreitung
Der Name Yorick ist weltweit kaum verbreitet. Lediglich in den Niederlanden und Belgien wird er gelegentlich vergeben.
Auch in Deutschland ist der Name ausgesprochen selten.

## Bekannte Namensträger
- Yorick de Bruijn (* 1986), niederländischer Wasserspringer
- Yorick Spiegel (1935–2010), deutscher evangelischer Theologe
- Yorick Le Saux (* 1968), französischer Kameramann
- Yorick Treille (* 1980), französischer Eishockeyspieler
- Yorick van Wageningen (* 1964), niederländischer Schauspieler
- Yorick Williams (* 1975), englischer Basketballtrainer und ehemaliger -spieler